# Vichairachanon Khadpo
Vichairachanon Vichai Khadpo (en tailandés: วิชัย ขัดโพธิ์) (Khon Kaen, Tailandia, 3 de marzo de 1968) es un deportista olímpico tailandés que compitió en boxeo, en la categoría de peso gallo y que consiguió la medalla bronce oro en los Juegos Olímpicos de Atlanta 1996.

## Palmarés internacional
| Juegos Olímpicos | Juegos Olímpicos         | Juegos Olímpicos  | Juegos Olímpicos |
| Año              | Lugar                    | Medalla           | Prueba           |
| ---------------- | ------------------------ | ----------------- | ---------------- |
| 1996             | Atlanta (Estados Unidos) | Medalla de bronce | Peso gallo       |